# Talijanska rivijera
Talijanska rivijera ili Ligurska rivijera (talijanski: Riviera ligure) označava područje ligurske obale istočno i zapadno od Genove. Rivijera se proteže uz Genovski zaljev od granice s Francuskom sve do Toskane. Područje zapadno od Genove naziva se „Riviera di Ponente”, dok se istočno područje naziva „Riviera di Levante”. Zajedno s francuskom rivijerom (Azurna obala) čini veliku sjevernu sredozemnu rivijeru.
Na rivijeri se nalaze mnoga ljetna odmorišta koja su odredište mnogih turista u zemlji i inozemstvu. Posebnost rivijere je blaga klima i mnoga manja ribarska mjesta koja su međunarodno poznata. Na Rivieri di Ponente to su Bordighera, Alassio, Diano Marina, San Remo i Ventimiglia, a na Rivieri di Levante najpoznatija odredišta su Portofino, Santa Margherita Ligure, Sestri Levante, Lerici i Cinque Terre.
Dio Riviere di Ponente oko Savone naziva se „Riviera delle Palme”, a dio oko San Rema nosi naziv „Riviera dei Fiori” zbog uzgoja cvijeća na tom području.

## Poveznice
- Rivijera

## Vanjske poveznice
- (tal.)(engl.) Riviera Holidays - turističke informacije  Arhivirana inačica izvorne stranice od 8. studenoga 2008. (Wayback Machine)
- (tal.) Turističke informacije o Liguriji
- (tal.)(engl.)(njem.)(fr.) Gastronomski i ostali podaci o rivijeri